# Garmenjak Veliki
Koordinati:   43°52′13″N, 15°10′56″E
Garmenjak Veliki je nenaseljen otoček v Kornatih. Otoček leži okoli 1 km jugjugovzhodno od zaliva Lojišće na Dugem otoku. Površina otočka meri 0,093 km². Dolžina njegovega obalnega pasu je
1,43 km. Najvišji vrh je visok 42 mnm.